# Mitch Hedberg
Mitch Hedberg, född 24 februari 1968 i Saint Paul, Minnesota, död 29 mars 2005 i Livingston, New Jersey, var en amerikansk ståuppkomiker.
Hedberg var son till Arne Hedberg, vars föräldrar hade invandrat till USA från Sverige, och Mary Hedberg (född Schimscha). Han var från 1999 fram till sin död gift med den kanadensiska komikern Lynn Shawcroft. Han medverkade bland annat i That '70s Show, Late Night with David Letterman, Late Night with Conan O'Brien och fick ett eget halvtimmesprogram på Comedy Central.

## Diskografi
- Strategic Grill Locations (1999)
- Mitch All Together (2003)
- Do You Belive In Gosh